# 1750

## Родени
- 28 март – Франсиско де Миранда, латиноамерикански революционер
- 11 декември – Айзък Шелби, американски военнослужещ и политик

## Починали
- 28 юли – Йохан Себастиан Бах, немски композитор